# Lamborghini Gallardo LP570-4 Super Trofeo Stradale
De Lamborghini Gallardo LP570-4 Super Trofeo Stradale is een variant van de Lamborghini Gallardo en is de straatversie van de circuitauto LP560-4 Super Trofeo.
De auto werd voor het eerst op de IAA 2011 in Frankfurt getoond. De auto is 70 kg lichter dan de standaard LP560-4. Daarmee weegt de auto 1340 kg. Het verschil met de standaard Superleggera is, dat de Super Trofeo Stradale een zeer grote, koolstofvezelcomposiet vleugel achterop heeft. En de topsnelheid komt een fractie lager te liggen: 320 km/u. De productie blijft beperkt tot slechts 150 exemplaren. Elk daarvan is verkrijgbaar in de kleur "Rosso Mars".